# ポオポ湖
座標: 南緯18度33分 西経67度05分 / 南緯18.550度 西経67.083度

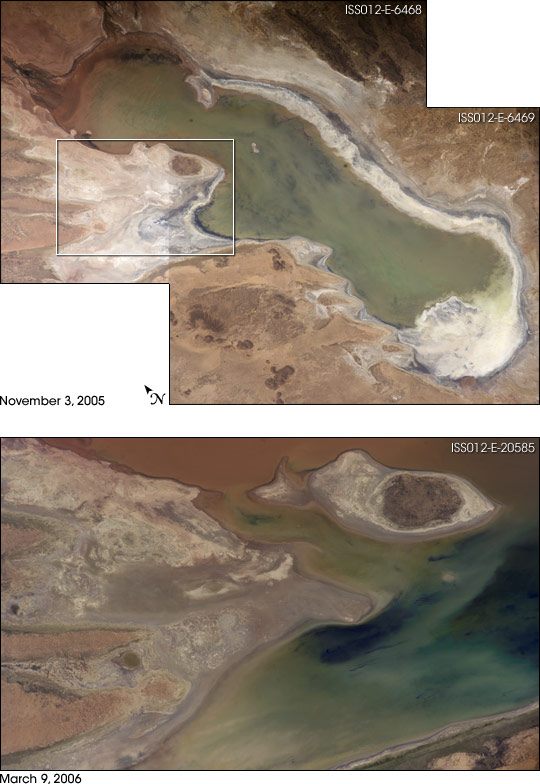
上の写真は水位が低い時期の湖で、塩と泥地が広く露出している。降雨の後は、デサグアデーロ川からの泥流でポオポ湖は増水する。下の写真は西側の塩原の部分（四角で示した部分）が水であふれて一時的な島が現れた様子。

ポオポ湖（ポオポこ : Lago Poopó、ポーポ湖、ポーポー湖とも）は、ボリビア中西部のアルティプラーノにある塩湖。
標高約3,700m、長く広い（90km×32km）湖で、ボリビア中西部のオルロ県東南部に位置する。年間を通しての水域はおよそ1,000km2。ポオポ湖とチチカカ湖をつなぐデサグアデーロ川からの流入が主な水源である。流出する河川を持たず、平均水深は3m以下であり、その湖水面積は大きく変動する。
ポオポ湖はウルウル湖と共にラムサール条約による保護指定を受けている。

## 湖の変動
ポオポ湖はその流入のほとんど（およそ92%）を北端のデサグアデーロ川から得ている。湖の東岸にも流入する小川が幾本かあるが、ほとんどが年間の大半は干上がった状態である。最も水位が高い時期には、ポオポ湖は西側のコイパサ塩原まで広がる。アルティプラーノの南側に位置するウユニ塩原に流出する小さな川があるが、一般にはポオポ湖は流出河川を持たない閉塞湖に区分される。
チチカカ湖の水位が標高3,810m以下に下がると、デサグアデーロ川に供給される水量はポオポ湖で蒸発する分よりも少なくなってしまう。この時期にはポオポ湖は縮小する。最大湖水面積として1986年に3,500km2を記録した。その後、1994年まで面積減少が続き、ついには湖が消滅した。1975年から1992年の間は、近年では最も長く湖が存続し続けた期間であった。

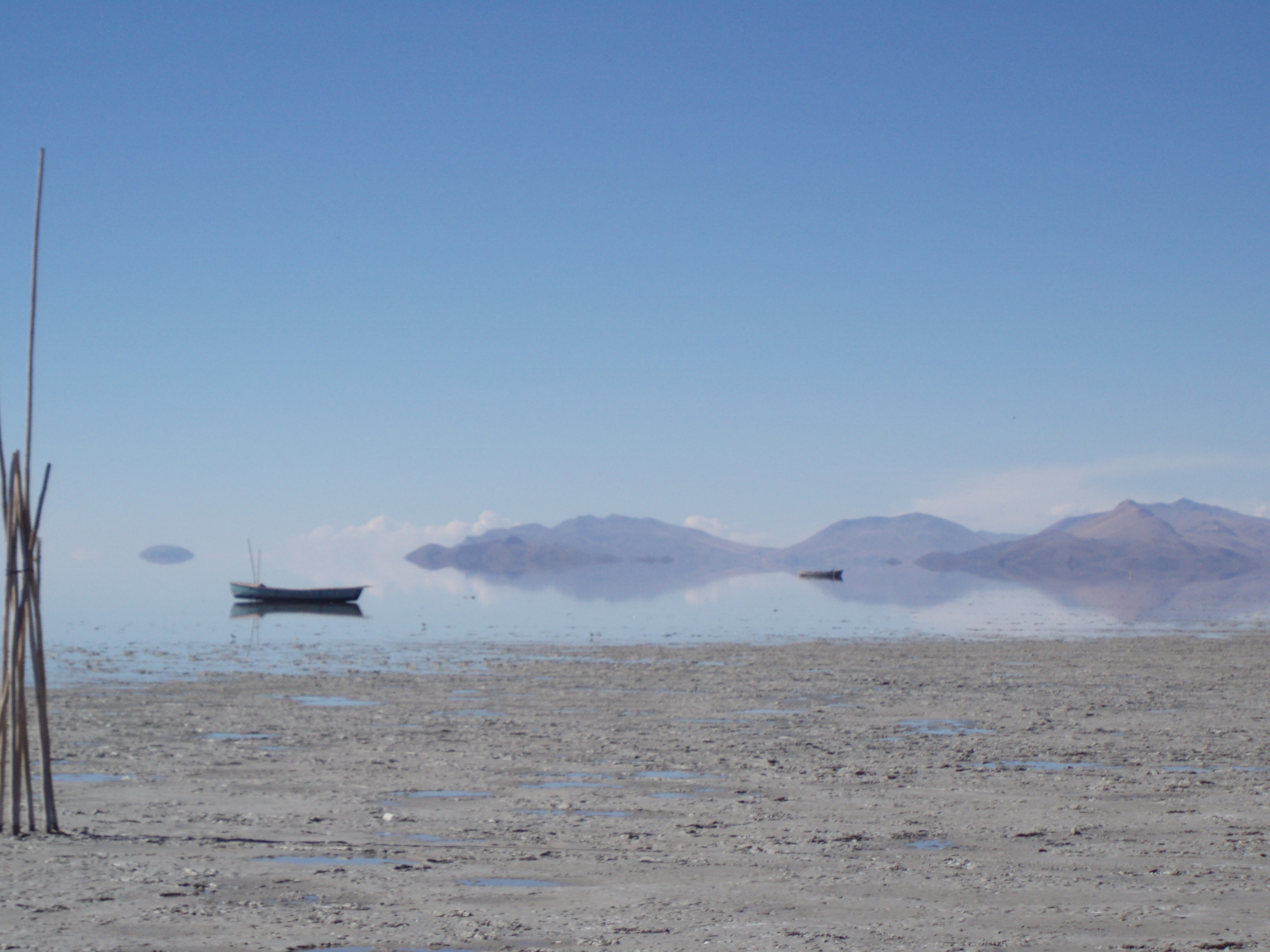
ポオポ湖の漁業は規模が小さく、手漕ぎボートと小さな網で行なわれる。写真はリャパリャパニ村（Llapallapani）の漁師の船である。

なお、チチカカ湖は蒸発量が多いにもかかわらず、その水源は水位をほぼ保つのに充分な水量を供給できる。
2014年〜2015年には、気温の上昇に伴い湖水の大規模な蒸発が発生して一時的に湖が消滅。2017年初頭には水位が少し回復したが、再び消失が起こる可能性は続いている。湖周辺で漁業などに従事していた住民は離散し、都市部などへ移動した。

## 塩分と地質学
ポオポ湖の塩分濃度は非常に高い。この塩分濃度は、ポオポ湖が閉鎖水系であり、乾燥地帯に位置していることに由来する。湖水の蒸発に伴い、湖水中の塩分濃度が上昇し、塩分濃度の高い湖水が他所へ移動せず、引き続き蒸発濃縮を続けるためである。ポオポ湖北部はデサグアデーロ川からの河川水供給により希釈されているが、南に行くに従い塩分濃度は上昇する。
塩分濃度は水量によって変化する。2006年10月から11月にかけては、湖北部の水は汽水レベルから食塩水レベルまで変動（15〜30,000 mg/l）した。湖の南端の水は塩水に分類される（105,000〜125,000 mg/l）。水質は 4–2 Na-(Mg)-Cl-(SO4)。
塩化ナトリウムの元となる岩塩や長石などの地質要素は水源域に存在し、ポオポ湖の塩分になる。湖本体がある場所は、新生代堆積物であまり層を成していない。この堆積物は遥か有史以前の湖が残したもので、少なくとも5回の氷期の間アルティプラーノにあった。

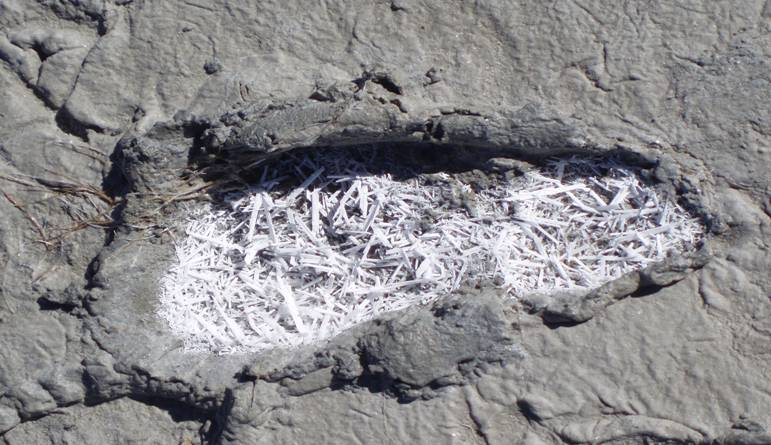
ポオポ湖岸で足跡にできた塩の結晶

## 鉱業と重金属
ポオポ地域の鉱業は長い歴史がある。金属採掘は13世紀には始まっており、インカ帝国の軍隊が用いていた。16世紀にスペインが植民地化を行なってからは、鉱業はいっそう盛んになった。この地域がボリビア鉱業の中心地域であるという現代の認識は、この時代に作られた。
ポオポ地域の東側に沿ったアンデス東山脈の麓が鉱山地区にあたる。銀と錫が経済的に最も重要な鉱物である。
研究によると、ポオポ地域の表面と地下を流れる水からは高い濃度の重金属が検出されている。これらの金属は岩盤中に存在し、風化現象によって放出される。この地域の鉱業はこの重金属汚染にも関与している。鉱山から流れ出る酸や鉱石を処理する機械により、金属の浸出が加速されるのである。また、製錬所からは大気中に重金属を含む物質がまき散らされる。
ポオポ湖に運ばれた重金属の大半は、湖底に堆積しているものと思われる。湖水のヒ素・鉛・カドミウムの濃度は、ボリビアと世界保健機関が飲料水に適するとする基準値を上回っている。

## 植物相と動物相
次の3ないし4種の魚類が固有種として存在する。
- マウリ（英語版）（Mauri または Trichomycterus : ナマズの一種）
- カラチェ（英語版）（Carache）
- イスピ（スペイン語版）（Ispi または Orestias : カダヤシ目の一種）

20世紀に入り、次の2つの外来種の魚類が持ち込まれた。
- ニジマス（Trucha） : 1942年[5]
- ペヘレイ（Odontesthes bonariensis） : 1955年

これらの大型種は、今日では商業的に最も重要な種となっている。水位が低く塩分濃度が高い年には減少するものの、魚の個体数は比較的多い。
水生鳥類は34種あり、非常に多様である。最も有名なのは、湖の北側と東側の浅瀬に住むチリーフラミンゴ、アンデスフラミンゴとコバシフラミンゴの3種のフラミンゴである。バードライフ・インターナショナルの協力の下で2000年に行なわれた調査では、チリーフラミンゴやコンドルを含む6つの絶滅危惧種が確認されている。また、ビクーニャ、ピューマも生息している。
オプンティア、トリコケレウス属などの合計17種の特殊な植物や3種の藻類がポオポ湖の周囲で確認されている。定期的な渇水と洪水があるため、沿岸部は植生には適していない。

## 考古学的考察
考古学的な調査がラパスのサン・アンドレス大学により行なわれ、ポオポ盆地の形成後期（紀元前200年〜紀元200年）、おそらく農業形態が変わりつつあった頃に、町や村といったような複雑な中央市街区域となっていたポオポ地域にワンカラニ文化（Wankarani）が影響を与えていたと報告している。牧夫やリャマによる交易キャラバンたちは、定住している農民と共存していて、商品やサービスの交換が良好に行なわれていた。それより後の時代、初期地域開発期（紀元300年〜900年頃）についての研究者たちは、居住地域が拡大したことを示した。ポオポ南部に住んでいた人たちは三角の螺旋形をした独特の陶磁器のスタイルを開発していた。湖の東側のワリは、ティワナクの重要な飛び地とみられ、チチカカ中心部やその近辺にある陶磁器のスタイルを持つなど、これらの地域の交流があったことを示している。